# Erik Albertsson
Erik Uno Albertsson, född 1 juni 1924 i Gällinge församling i Hallands län, död 25 juni 2012 i Ölmevalla församling i Hallands län, var en svensk militär.
Albertsson avlade studentexamen vid Försvarets läroverk i Uppsala och officersexamen vid Kungliga Krigsskolan 1949. Han blev samma år fänrik vid Göteborgs luftvärnskår. Albertsson studerade bland annat vid Luftvärnsofficersskolan samt genomgick Vapentekniska linjen vid Krigshögskolan och Tekniska linjen vid Flygkrigshögskolan. I USA studerade han vid US Army Ordnance Guided Missile School och erhöll utbildning om luftvärnsrobotsystemet MIM-23 HAWK, som han därefter bidrog till att införa i det svenska luftvärnet. Albertsson befordrades 1962 till kapten vid Stockholms luftvärnsregemente och tjänstgjorde 1962–1966 vid Luftvärnsavdelningen i Arméstaben samt 1966–1968 vid Luleå luftvärnskår. År 1968 befordrades han till major, varpå han var chef för Försöksavdelningen vid Luftvärnsskjutskolan 1968–1971 och kurschef vid Artilleri- och ingenjörofficersskolan 1971–1972. Albertsson befordrades 1972 till överstelöjtnant och var 1972–1976 utbildningschef och ställföreträdande chef vid Luftvärnsskjutskolan. Under denna tid arbetade han med utvecklandet av Robotsystem 70, modifiering av MIM-23 HAWK och utveckling av spaningsradarn Giraffe 70. Åren 1976–1978 var han bataljonschef och ställföreträdande chef för Sundsvalls luftvärnsregemente. År 1978 befordrades Albertsson till överste, varpå han 1978–1981 var chef för Luleå luftvärnsregemente och 1981–1984 arméattaché vid ambassaden i Bonn. Efter sin pensionering var han verksam som konsult åt Ericsson Radar Electronics, Försvarets Fabriksverk och Saab Training Systems.
Albertsson invaldes 1974 som ledamot av Kungliga Krigsvetenskapsakademien. Han blev riddare av Svärdsorden 1968.